# Waldhausen (Dolna Austria)
Waldhausen – gmina targowa w Austrii, w kraju związkowym Dolna Austria, w powiecie Zwettl. Według Austriackiego Urzędu Statystycznego liczyła 1 265 mieszkańców (1 stycznia 2014).